# Hirondelle hérissée
Psalidoprocne pristoptera
Espèce
Répartition géographique
Statut de conservation UICN

 LC  : Préoccupation mineure
L'Hirondelle hérissée (Psalidoprocne pristoptera) est une espèce de passereaux de la famille des Hirundinidae.

## Description
Ces petites hirondelles de 13 cm pour un poids de 11 à 13g, au plumage entièrement noir ont des reflets bleu foncé dessus et dessous, y compris sur les scapulaires, les petites et les moyennes couvertures. Les grandes couvertures, les primaires, les secondaires et la queue sont noir verdâtre. La queue est très nettement fourchue.
Les lores sont noirs, les couvertures auriculaires sont bleues. Les axillaires et les sous-alaires sont entièrement blanches, ce qui est très visible en vol.
Le bec est noir, les iris brun foncé. Les pattes et les pieds sont noirâtres. On peut apercevoir un série de barbules sur les filets extérieurs de certaines primaires. Les sexes sont quasi identiques mais les femelles n'ont pas de dentelure sur les primaires. Leur plumage est plus brun noirâtre, sans lustre ou alors avec de vagues reflets sur le capuchon et sur le dos. Le dessous des ailes est blanc grisâtre.

## Comportement

### Alimentation
Les mouches diptères, les hyménoptères, les petits coléoptères xylophages constituent la plus grande partie du menu. Après la saison de nidification, les hirondelles hérissées forment de plus grands rassemblements quand elles recherchent leur nourriture.

### Reproduction
La saison de nidification varie selon les régions, elle se déroule généralement pendant la saison humide. Dans l'ouest et le centre de l'Afrique, les hirondelles hérissées se reproduisent principalement d'avril à juin et d'octobre à novembre. Dans l'Afrique Orientale, la reproduction s'étale sur tous les mois de l'année, mais elle atteint son paroxysme en novembre-décembre. En Afrique Australe, la saison principale se déroule de novembre à mars.
Les hirondelles hérissées creusent des trous de 30 à 60 centimètres de long dans des berges verticales de rivières, entre des racines d'arbres, dans des carrières, des endroits argileux, des falaises basses situées le long du littoral ou des remblais de routes. L'usage de structures artificielles est rare. Par contre, les cavités naturelles sont très couramment utilisées, y compris les anciennes galeries de martin-pêcheurs. 
Certains terriers sont creusés par les hirondelles elle-même, ils mettent plus de 3 semaines pour être achevés. Le tunnel se termine par une chambre dans laquelle est placé le nid. Celui-ci est construit avec de la mousse, du lichen, des aiguilles de pin et des herbes sèches. Certains nids sont placés dans des crevasses de rocher ou des corniches de falaise juste sous une saillie.
La ponte comprend 2 et parfois 3 œufs, de couleur blanche, mesurant en moyenne 19 millimètres sur 13 et pesant moins de 2 grammes. L'incubation dure 14 ou 15 jours. Les périodes de couvées durent généralement 15 minutes, un seul parent couvre les œufs, mais les deux partenaires se chargent de nourrir les oisillons. Ceux-ci séjournent au nid pendant 24 à 27 jours avant de prendre leur envol. Au bout de 10 jours après l'éclosion, les petits viennent à l'entrée du nid pour réclamer leur pitance.

## Répartition et habitat

### Répartition
Les hirondelles hérissées sont originaires d'Afrique. Leur territoire couvre une grande majorité du continent au sud du Sahara, hormis le sud-est extrêmement aride et la partie occidentale densément boisée.

### Habitat
Les hirondelles hérissées fréquentent les clairières et les lisières dans les zones de forêt ou de buissons, les villages, les bois, les savanes arborées, les collines herbeuses, les alignements d'arbres le long des rivières et les plantations.
Elles marquent une préférence pour les habitats les plus luxuriants et les plus humides. Elles sont attirées par les zones où des arbres ont été récemment abattus et par les plantations jeunes plutôt que les anciennes. 
En Ethiopie, les hirondelles hérissées sont rarement aperçues en-dessous de 1200 mètres, excepté dans les zones boisées.

## Répartiton et sous-espèces

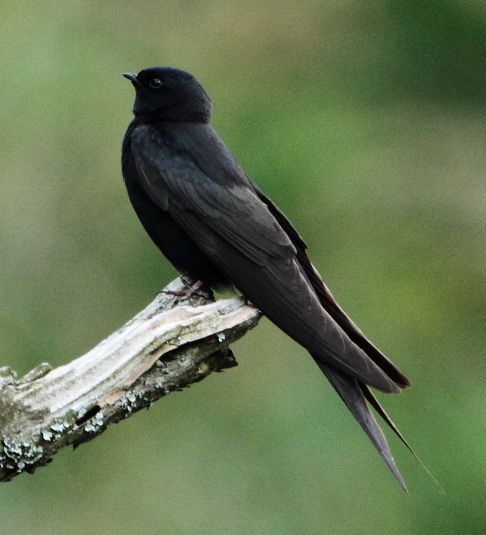
La sous-espèce P. p. holomelas.

Selon la classification de référence du Congrès ornithologique international (15.1, 2025) elle se répartit en douze sous-espèces (ordre phylogénique) :
- P. p. petiti (Sharpe & Bouvier, 1876) — Hirondelle de Petit* — du Nigeria au nord de l'Angola ;
- P. p. chalybea (Reichenow, 1892) — Hirondelle à queue fourchue* — du Cameroun au Soudan du Sud ;
- P. p. pristoptera (Rüppell, 1840) — hauts plateaux abyssins (nord) ;
- P. p. blanfordi (Blundell & Lovat, 1899) — Hirondelle de Blanford — hauts plateaux abyssins (centre) ;
- P. p. antinorii (Salvadori, 1884) — Hirondelle de Salvadori* — hauts plateaux abyssins (sud) ;
- P. p. oleaginea (Neumann, 1904) — Hirondelle de Kafa* — hauts plateaux abyssins (sud-ouest) ;
- P. p. mangbettorum (Chapin, 1923) — Hirondelle des Mangbetu* — Soudan du Sud et nord-est de la RDC ;
- P. p. ruwenzori (Chapin,1932) Hirondelle du Ruwenzori* —forêts d'altitude du rift Albertin ;
- P. p. reichenowi (Neumann, 1904) — de l'Angola à l'ouest de la Zambie ;
- P. p. massaica (Neumann, 1904) — montagnes du Kenya et de Tanzanie ;
- P. p. orientalis (Reichenow, 1889) — Hirondelle de Reichenow* — sud de l'Afrique orientale ;
- P. p. holomelas (Sundevall, 1850) — Hirondelle sombre — afromontane australe .

Sept de ces sous-espèces (*) sont considérées comme des espèces à part entière par certains auteurs[Qui ?]. Les classifications de référence du Congrès ornithologique international, de Clements (6e édition mise à jour 2008) et d'Howard and Moore (3e édition (8e correction) n'en reconnaissent aucun comme espèce.